# Pulse Factory
Pulse Factory（パルスファクトリー）は日本のバンドである。2017年に自主レーベル「NEW ARROWS」を設立。

自ら「大阪代表」、「ド真ん中貫く次世代の王道」を謳いあげる。

## 経歴
- 2011年7月 結成
もともと全員が同じ学校におり、Yussanがそれぞれに声をかけて結成[1]。
- 2017年9月 ミニ・アルバム「FLAGS」発売
会場限定という形でリリースを重ね販売枚数は5,000枚を超え、満を持して6年目にあたる2017年に初の全国流通盤「FLAGS」をTOWER RECORDS限定で発売。
- 2018年6月 初主催サーキットイベント実施
大阪の梅田Zeela、Banana Hallにて「ROCKS BE AMBITIOUS 2018」を開催。
総勢15組を超えるアーティストによるパフォーマンスで約500名の動員を記録[2]。
- 2018年9月 イナズマロックフェス出演決定
風神STAGEへの初出演が決定。
- 2019年7月　梅田CLUBQUATTOROにてワンマンライブを開催。

## メンバー
- Nobu（のぶ、7月20日 -）[3]
  - ボーカル担当。
- Yussan（ゆっさん、5月5日 -）[4]
  - ギター、プログラミング担当。
- Masaki（まさき、12月8日 -）
  - ギター 、コーラス担当。
- Katsutoshi（かつとし、11月21日 -）
  - ベース担当。通称「師匠」。

## ディスコグラフィ
※オフィシャル ウェブサイト「DISCOGRAPHY」等参照。

### 全国流通盤

#### 配信限定シングル
| 発売日         | タイトル                        |
| -------------- | ------------------------------- |
| 2019年5月7日   | ray world                       |
| 2020年12月26日 | Gloomy Days (feat. KOKI TANAKA) |
| 2022年7月2日   | Sayo                            |
| 2022年7月9日   | Mila                            |
| 2023年3月2日   | F.O.S                           |
| 2023年3月9日   | The FIRE                        |
| 2023年3月16日  | モラトリアム                    |
| 2023年3月23日  | キョーソーランデヴー            |
| 2023年3月30日  | ぶっ飛んでいけ                  |
| 2023年4月6日   | 星離雨                          |
| 2023年4月13日  | I Love You                      |

## 主なライブ

### ワンマンライブ・主催イベント
| 開催日                   | タイトル                                                       | 備考             |
| ------------------------ | -------------------------------------------------------------- | ---------------- |
| 2019年5月17日            | Pulse Factory presents. 新元号最初のレコ発「to the ray world」 |                  |
| 2019年7月19日            | Pulse Factory presents「BET MY LIFE」                          | 梅田CLUB QUATTRO |
| 2019年9月13日・9月24日   | QUATTRO感謝祭                                                  |                  |
| 2019年10月31日〜11月25日 | Pulse Factory「HITONOYAZO TOUR」                               |                  |
| 2019年12月14日〜12月15日 | Pulse Factory ONEMAN LIVE                                      |                  |
| 2019年12月22日           | クアトロ特大感謝祭ワンマン                                     | アメリカ村BEYOND |
| 2020年2月11日            | Pulse Facory presents TOKYO ROCK CLASSIX 2020                  |                  |